# Калинівська волость (Бахмутський повіт)
Калинівська волость — історична адміністративно-територіальна одиниця Бахмутського повіту Катеринославської губернії із центром у селі Калинівське.
Утворена наприкінці 1890-тих років виокремленням із Троїцької волості.
За даними на 1908 рік у волості налічувалось єдине поселення, загальне населення волості  6139 осіб (3018 чоловічої статі та 3121 — жіночої), 681 дворове господарство.